# Proplatycnemis
Proplatycnemis – rodzaj ważek z rodziny pióronogowatych (Platycnemididae).

## Zasięg występowania
Rodzaj obejmuje gatunki występujące na Madagaskarze, wyspach archipelagu Komorów oraz na należącej do Tanzanii wyspie Pemba.

## Systematyka
Rodzaj ten wprowadził w 1920 roku amerykański zoolog Clarence Hamilton Kennedy, wydzielając go z rodzaju Platycnemis na podstawie różnic w użyłkowaniu skrzydeł. Autor jako gatunek typowy wskazał Platycnemis hova, a ponadto zaliczył tu drugi gatunek – P. agrioides. Obecnie do rodzaju zaliczanych jest 12 gatunków.

### Etymologia
Proplatycnemis: gr. προ- pro- przedrostek o szerokim zastosowaniu oznaczający „przed, z przodu, naprzód”; nazwa rodzaju Platycnemis.

### Podział systematyczny
Do rodzaju należą następujące gatunki:
- Proplatycnemis agrioides (Ris, 1915)
- Proplatycnemis alatipes (McLachlan, 1872)
- Proplatycnemis aurantipes (Lieftinck, 1965)
- Proplatycnemis hova (Martin, 1908)
- Proplatycnemis longiventris (Schmidt, 1951)
- Proplatycnemis malgassica (Schmidt, 1951)
- Proplatycnemis melana (Aguesse, 1968)
- Proplatycnemis pallidus (Aguesse, 1968)
- Proplatycnemis pembipes (Dijkstra, Clausnitzer & Martens, 2007)
- Proplatycnemis protostictoides (Fraser, 1953)
- Proplatycnemis pseudalatipes (Schmidt, 1951)
- Proplatycnemis sanguinipes (Schmidt, 1951)